# Église de Leivonmäki
L'église de Leivonmäki (finnois : Leivonmäen kirkko) est une église luthérienne  située à Joutsa en Finlande

## Architecture
L'église, conçue par l'architecte Erkko Virkkunen, est inaugurée le 18 juin 1960. 
L'orgue à 12 jeux de l'église a été réalisé par la fabrique d'orgues de Kangasala.
L'église a environ 300 sièges.